# محبوبه میرقدیری
محبوبه میرقدیری (زاده ۱۳۳۷) در اراک نویسنده زن ایرانی است. او در سال ۱۳۵۹ از دانشسرای علوم راهنمایی فارغ‌التحصیل و مشغول تدریس شد. نخستین مجموعه داستانی او به نام شناس، کاندیدای کتاب سال ۱۳۷۹ شد. از جمله آثار داستانی می‌توان به مجموعه‌های خانه آرا و روی لبهاشان خنده بود اشاره کرد. رمان و دیگران از دیگر آثار اوست که در سال ۱۳۸۵ برنده جایزه ادبی مهرگان ادب شد. پیش از آن رمان پولک سرخ و مجموعه داستان‌های روی لبهاشان خنده بود و یک شب دیگر نیز نامزد دریافت جایزه مهرگان بودند. مجموعه «روی لبهاشان خنده بود» همچنین نامزد دریافت جایزه ادبی پروین در سال ۱۳۸۴ بود. داستان کوتاه عروس زمان نخستین داستان دربارهٔ فاجعه آتش‌سوزی سینما رکس آبادان است که ابتدا در مجله آدینه و سپس در کتاب‌شناس چاپ و منتشر شد. برخی از داستان‌های کوتاه محبوبه میرقدیری به زبانهای خارجی ترجمه شده‌اند. او سابقهٔ داوری در دو دوره از مسابقهٔ ادبی مهرگان را دارد.

## کتاب
- شناس منتشر شده توسط انتشارات روشنگران و مطالعات زنان در سال ۱۳۷۹
- خانه آرا منتشر شده توسط انتشارات روشنگران در سال ۱۳۸۰
- روی لبهاشان خنده بود منتشر شده توسط انتشارات روشنگران در سال ۱۳۸۲
- پولک سرخ منتشر شده توسط انتشارات روشنگران در سال ۱۳۸۴
- و دیگران منتشر شده توسط انتشارات روشنگران در سال ۱۳۸۵
- ابریشم هفت رنگ منتشر شده توسط انتشارات روشنگران در سال ۱۳۸۹
- زندگی همین است (مجموعه شعر)
- ماهی رامگا